# 福星北
福星北是中国广东深圳福田区的一处社区，位于福田区旧城区中心地带，由东面的福虹路、南面的福华路、西面的福明路、北面的深南大道夹构而成，属深圳市福田02－08号片区构成。该社区土地面积合计5万多平方米，用地包括商业办公、服务业、行政办公、交通设施、二类居住、公共绿地等性质，宗地包括 FT002-08-01 至 FT002-08-16 一共16个地块。

## 历史
福星北一名可能与该社区正南方的福星路有关。福星路南端尽头接连滨河大道、北端与东西向的福华路相接。原上步区建制成立时，福田区卫生防疫站、福田区财税局、福田区派出所等机构在此社区先后行署办公。第一批住宅区在上世纪80年代末至90年代初逐渐落成，由福田区卫生局、赛格集团等多个行政和企事业单位集资建成。
受2012年福田区人民医院后期工程建设项目影响，福星北一度被建议为此拆迁地居民就近安置地点，但可行性被否决。
2014年末福星北片区城市更新突然由一家公司在其网站宣布启动，不过，同期深圳市城市更新单元计划却没有给予证实

## 义务教育
该社区为福田小学和南华中学的招生地段，分别招收1-6年级、7-9年级义务教育对象。

## 交通
福星北北缘深南大道西往东方向设立一处公交站，站名上海宾馆。公共汽车3路、202等线路在此停靠。